# Вчений гурток Києво-Печерської лаври
Вчений гурток Києво-Печерської лаври (також Атеней, «Києво-Могилянський атеней») — коло осіб, об'єднаних навколо Києво-Печерської друкарні, заснованої архімандритом Єлисеєм Плетенецьким, та Київської (Богоявленської) братської школи, пізніше Києво-Могилянського колегіуму, вчених богословів, перекладачів, видавців, редакторів, викладачів, граверів, поетів. 
Почав формуватися в перших десятиліттях 17 ст., коли Єлисей Плетенецький придбав друкарню Федора Балабана, запросив до Києва високоосвічених людей зі Львова та Острога. 

## Учасники гуртка
До гуртка входили, крім Єлисея Плетенецького, перший ректор Київської братської школи Іван Борецький (згодом митрополит Йов), Захарія Копистенський (він після смерті Єлисея Плетенецького 1624 став архімандритом і очолив гурток), Лаврентій Зизаній, Памво Беринда та його брат Стефан, Олександр Митура, Тарасій Земка, Гаврило Дорофейович, Кипріян, Ф. Кизиревич, Теодор Скуминович та ін.
Від 1627 на чолі гуртка стояв архімандрит Лаври Петро Могила (згодом — Київський митрополит). Активну участь у його діяльності взяли також викладачі Лаврської школи, заснованої Петром Могилою, та Києво-Могилянського колегіуму.

## Діяльність
На перших етапах своєї діяльності гурток (доки його не очолив Петро Могила) ставив на меті оберігати власну греко-слов'янську культурну традицію, поширювати книгодрукування, освіту, відстоювати права українського народу на своє віровизнання, протистояти унійству та католицизму. Першою книгою, підготовленою й виданою в Києві, став Часослов (1616), у передмовах до якого Плетенецький і Копистенський виклали програму діяльності гуртка. 
Петро Могила значно розширив завдання гуртка. Разом зі своїм оточенням він упорядкував догматичну та обрядову системи православної церкви в Україні; використовуючи досягнення католицької освіти, реформував православну школу; запровадив книгодрукування польською та латинською мовами. Діячі вченого гуртка готували до видання церковнослужбову й богословську літературу, перекладали й редагували тексти, брали участь у графічному оформленні книг. Вони — автори полемічних трактатів, віршів, передмов, післямов, присвят, якими супроводжувалися лаврські друки. 

## Значення
Консолідація культурних і релігійних діячів із Галичини, Волині навколо друкарні, братської школи, а згодом колегіуму перетворила Київ у провідний центр духовного й культурного життя українського народу. Здобутки українського книгодрукування, літератури, мистецтва вплинули на розвиток культури інших народів православного світу. В середовищі вченого гуртка розвивалися ідеї тяглості історичного процесу на українських землях від часів Київської Русі, Києва як «другого Єрусалима» — твердині православ'я. Все це сприяло піднесенню національної свідомості українського народу напередодні національної революції 1648–1676.

## Джерело
- О.М. Дзюба. Вчений гурток Києво-Печерської лаври. // Енциклопедія історії України: Т. 1: А-В / Редкол.: В. А. Смолій (голова) та ін. НАН України. Інститут історії України. - К.: В-во «Наукова думка», 2003. - 688 с.: іл.